# Eloria ericinoides
Eloria ericinoides är en fjärilsart som beskrevs av Felder 1874. Eloria ericinoides ingår i släktet Eloria och familjen tofsspinnare. Inga underarter finns listade i Catalogue of Life.